# Trichomyia quatei
Trichomyia quatei är en tvåvingeart som beskrevs av Freddy Bravo 2001. Trichomyia quatei ingår i släktet Trichomyia och familjen fjärilsmyggor. Inga underarter finns listade i Catalogue of Life.